# 에릭 키너드
에릭 키너드 주니어(영어: Erik Kynard Jr., 1991년 2월 3일~)는 미국의 육상 선수로 주 종목은 높이뛰기이다. 2012년 하계 올림픽 남자 높이뛰기 종목에서 은메달을 획득했으나 금메달리스트인 이반 우호프의 메달 박탈로 인해 금메달로 승격되었다.